# Empfangsgebäude des Bahnhofs Worms (1853)

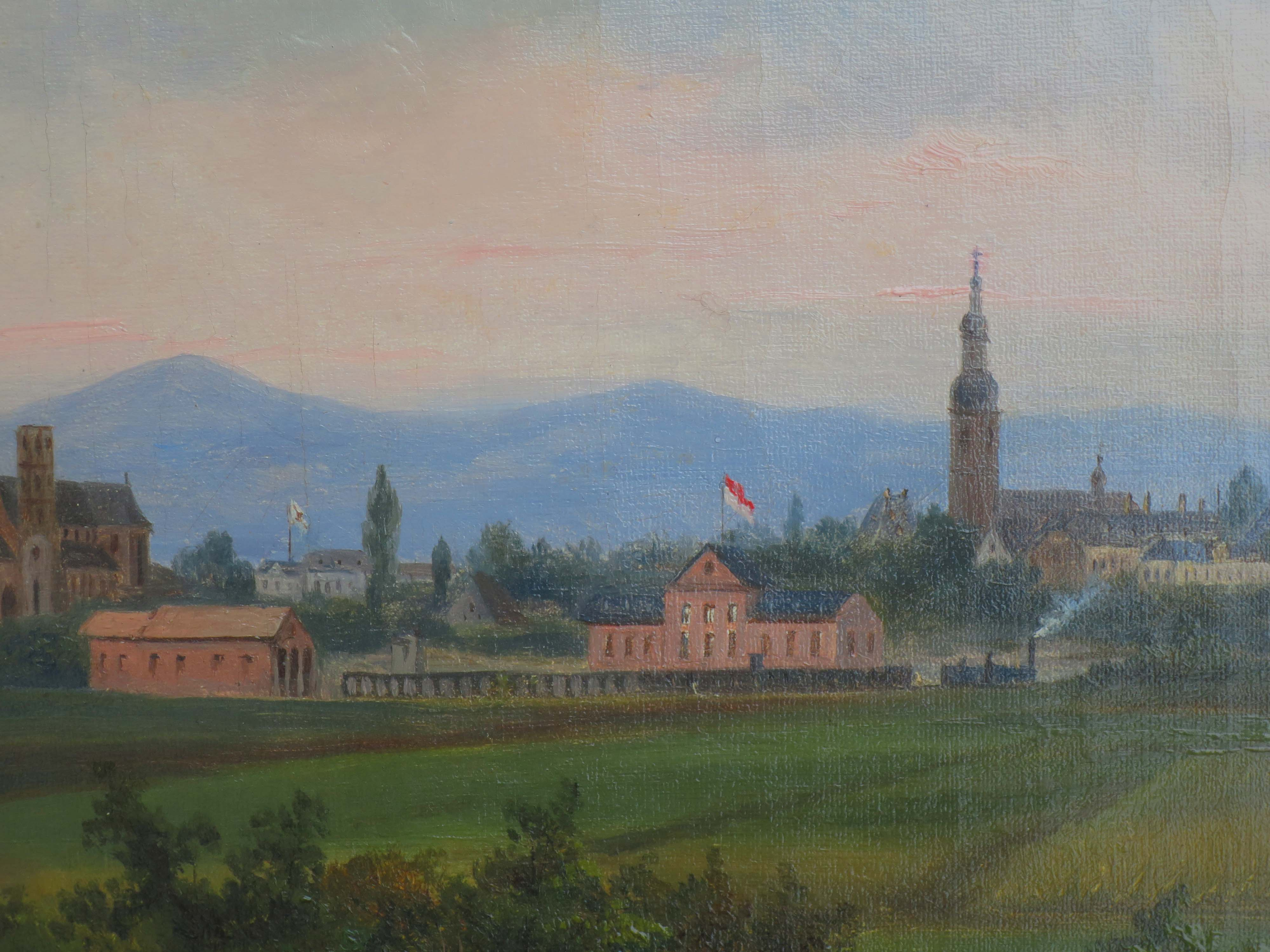
Empfangsgebäude Worms, 1853 (Bildmitte, rechts) – aus einem Gemälde von Nicolaus Berkhout

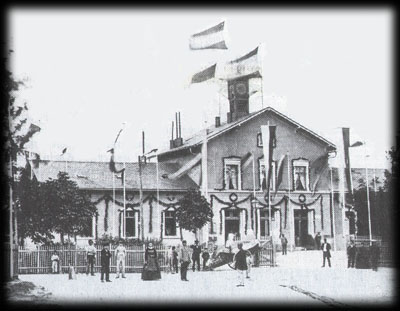
Empfangsgebäude Worms, 1868

Empfangsgebäude Worms, vor 1871

Das Empfangsgebäude des Bahnhofs Worms wurde 1853 als dessen erstes Empfangsgebäude in Betrieb genommen, 1871 völlig umgebaut und 1904 abgerissen.

## Geografische Lage
Der erste Bahnhof von Worms lag in dem Bereich, der heute von Worms Hauptbahnhof eingenommen wird. Das erste Empfangsgebäude lag weiter östlich als das heutige aus dem Jahr 1904, etwa im Bereich der Gleise 1 und 2, weil das heutige Empfangsgebäude des Wormser Hauptbahnhofs östlich der bestehenden Anlage errichtet wurde, um letztere während der Bauzeit weiter nutzen zu können und anschließend Platz für zusätzliche Gleisanlagen zu gewinnen.

## Geschichte
Die Wahl des Bauplatzes für den ersten Bahnhof war zwischen der Hessischen Ludwigsbahn (HLB) und der Stadt Worms hoch umstritten. Während Teile der Bürgerschaft den Bahnhof gerne an der damaligen Bebauungsgrenze, der westlichen mittelalterlichen Stadtmauer oder östlich der Mauer, am Rheinhafen, gesehen hätten, bestand die HLB aus finanziellen und technischen Gründen auf einem etwa 800 m westlich gelegenen Gelände. Durchgesetzt hat sich die Hessische Ludwigsbahn mit der von ihr favorisierten Lage am alten Friedhof, dem heutigen Albert-Schulte-Park.
Am 24. August 1853 wurde die Bahnstrecke von Mainz nach Worms auch in ihrem letzten Abschnitt bis Worms eröffnet und drei Monate später, am 15. November, folgte der Anschluss nach Ludwigshafen am Rhein in der Pfalz. Das Empfangsgebäude war also in einer Bauzeit von weniger als einem Jahr errichtet worden. Architekt des Gebäudes – ebenso wie der anderen Bauten entlang der Strecke – war Ignaz Opfermann.
Bereits wenige Jahre nach der Betriebsaufnahme 1853 erwiesen sich die Bahnhofsanlage und das Empfangsgebäude in Worms als zu klein. Das erwartete Verkehrsaufkommen war viel zu niedrig geschätzt worden. 1871, nur 18 Jahre nach der Eröffnung, erhielt der Wormser Bahnhof deshalb ein neues, größeres Empfangsgebäude. Dazu wurde das erste Gebäude von 1853 umbaut und verschwand bis zur Unkenntlichkeit in dem neuen, nun im Stil der Neorenaissance gestalteten Neubau. Dieses zweite Empfangsgebäude wiederum wurde 1904 durch das heute noch stehende Empfangsgebäude ersetzt, das Empfangsgebäude von 1871 abgerissen, einschließlich des darin noch erhaltenen ersten Empfangsgebäudes.

## Gebäude
Dieses erste Empfangsgebäude des Wormser Bahnhofs stand nach der kurzen Bauzeit im Wesentlichen, als die Strecke am 24. August 1853 eingeweiht wurde.

### Äußeres Erscheinungsbild
Das Empfangsgebäude bestand aus einem giebelständigen, dreiachsigen, zweigeschossigen Mittelbau, der auf beiden Seiten von je einem einstöckigen, traufständigen, ebenfalls jeweils dreiachsigen Flügel gerahmt wird. Der Giebel des Mittelbaus wird auf beiden Seiten von je einer Fensteröffnung akzentuiert, einem Rundfenster auf der Bahnsteigseite und einem eckigen auf der Straßenseite. Die Gebäudebreite beträgt zwei Fensterachsen. Ignaz Opfermann entschied sich hier für Rechteckfenster. Das Empfangsgebäude hat auf dem Gemälde von Berkhout die Farbe roten Buntsandsteins. Die Ludwigsbahn errichtete ihre Empfangsgebäude bevorzugt aus diesem Material. Ob das Bild von Berkhout allerdings den endgültigen Ausbauzustand zeigt, ist zweifelhaft: zum einen war das Empfangsgebäude zu dem Zeitpunkt, als er es malte, noch nicht fertig gestellt, zum anderen zeigen die etwa 15 Jahre jüngeren Fotos des Empfangsgebäudes einen hellen Verputz. Auch ist auf dem Bild von Berkhout das Uhrtürmchen noch nicht, aber dann auf dem Foto von 1868 zu sehen, dass auf dem Dachfirst des Mittelgebäudes reitet.

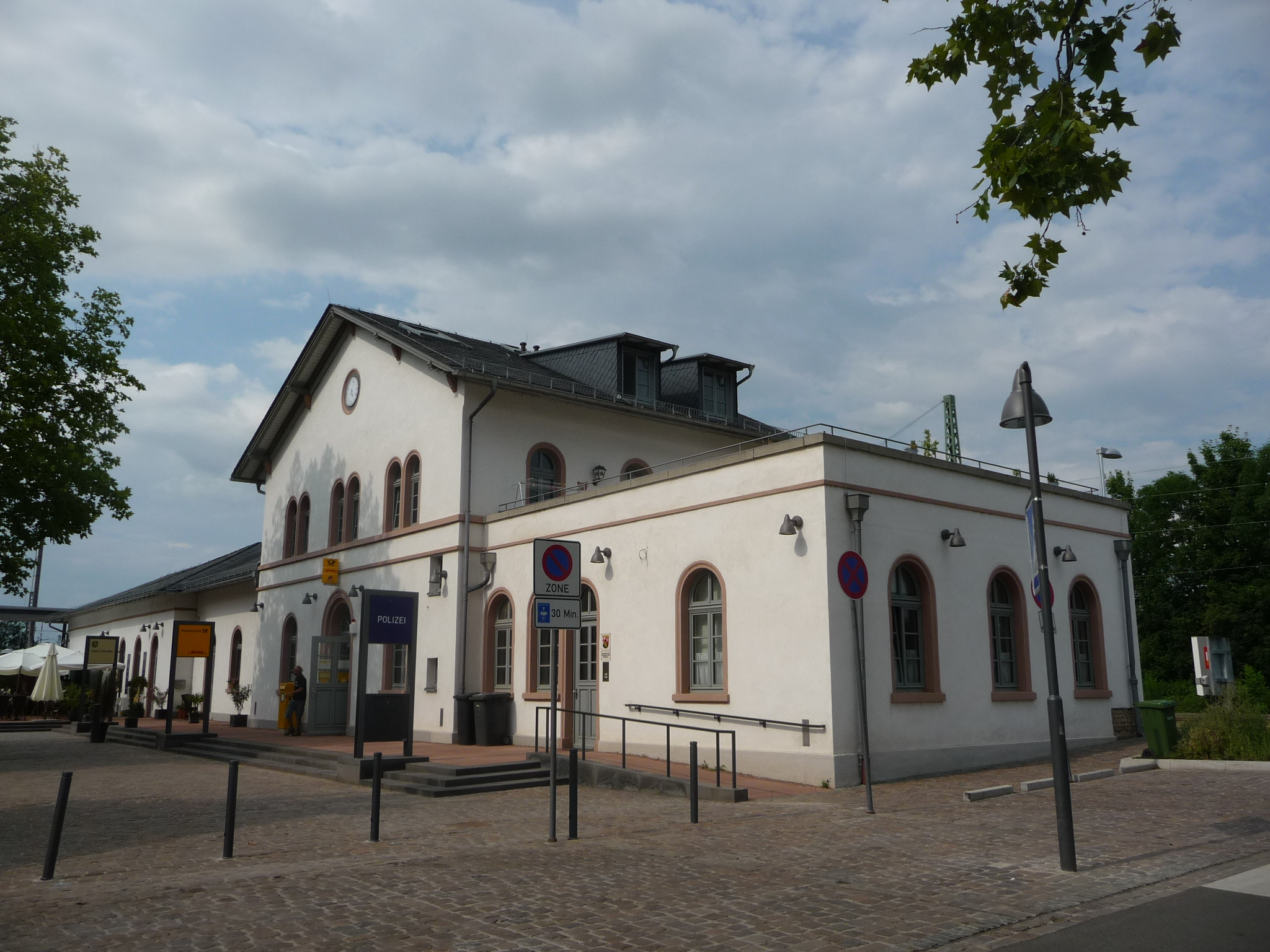
Empfangsgebäude des Bahnhofs Osthofen, das dem ersten Empfangsgebäude von Worms sehr ähnlich ist

Kennzeichnend für den Hochbau der HLB war eine Normierung in Gestalt und Grundrissen. Noch heute sind deshalb Empfangsgebäude erhalten, die dem ersten von Worms sehr ähnlich und aufgrund der andernorts nicht so stürmischen Verkehrsentwicklung auch erhalten sind, etwa das Empfangsgebäude des Bahnhofs Osthofen, auch wenn dieses – im Gegensatz zum ersten Wormser Empfangsgebäude – Rundbogenfenster aufweist.

### Innenräume
Die Wormser Zeitung nennt den Gang und die Wartesäle. Zusammen mit den erhaltenen bildlichen Darstellungen ist davon auszugehen, dass in dem Gebäude mittig ein Gang vom straßen- zu einem bahnsteigseitigen Eingang verlief und dass es im Erdgeschoss mindestens zwei Wartesäle gab. In Analogie zur Raumaufteilungen anderer zeitgenössischer Empfangsgebäude dürfte es sich um einen gemeinsamen Wartesaal für Reisende der ersten und zweiten Klasse und einen zweiten für Reisende der dritten Klasse gehandelt haben.